# Taubheit (Ohr)
Taubheit (lateinisch Surditas; griechisch Anakusis) bedeutet in der Ohrenheilkunde (Otologie) den völligen Ausfall der Funktion der Pars cochlearis des Nervus vestibulocochlearis oder des Corti’schen Organes des Innenohres. Je nachdem, ob nur ein Ohr oder beide Ohren betroffen sind, wird von einer einseitigen oder beidseitigen Taubheit gesprochen.
In der Otologie werden auch die Ausdrücke „klinische Taubheit“ oder „praktische Taubheit“ verwendet, wenn zwar das Ausmaß des Hörverlustes praktisch einer Taubheit gleichzusetzen ist, sich audiometrisch jedoch noch eine Teilfunktion des Innenohres nachweisen lässt. Eine solche Situation kann vor allem bei einer kombinierten Schwerhörigkeit auftreten.
Bei einer nur einseitigen Taubheit kann der Spracherwerb bei Kindern normal verlaufen. Nicht möglich ist das Richtungshören. Bei einer beidseitigen Taubheit ist der normale Spracherwerb erheblich erschwert und kann zu erheblicher sozialer Benachteiligung führen. Meist wird im deutschsprachigen Raum diese Behinderung mit dem Begriff Gehörlosigkeit, vormals auch als Taubstummheit bezeichnet. Personen, die nach dem Spracherwerb als Jugendliche oder Erwachsene das Gehör verlieren, werden im deutschen Sprachraum als Ertaubte bzw. Spätertaubte bezeichnet.
Neben dem generellen Befund Taubheit werden nach ICD-10 folgende weitere Formen definiert:
- Psychogene Taubheit (F44.6)
- Rindentaubheit (H90.5)
- Seelentaubheit (R48.1)
- Worttaubheit (F80.2)
- Zentrale Taubheit (H90.5)

## Angeborene Erkrankungen, die mit Taubheit einhergehen
- Bart-Pumphrey-Syndrom
- Fourman-Fourman-Syndrom
- Herrmann-Aguilar-Sacks-Syndrom
- Mondini-Dysplasie
- Richards-Rundle-Syndrom
- Periphere Schilddrüsenhormonresistenz